# زنجره‌های دوره‌ای
زنجره‌های دوره‌ای (نام علمی: Magicicada) نام یک سرده از تیره زنجره است.